# Арипека (Флорида)
Арипека (англ. Aripeka) — переписна місцевість (CDP) в США, в округах Паско і Ернандо штату Флорида. Населення — 320 осіб (2020).

## Географія
Арипека розташована за координатами 28°25′46″ пн. ш. 82°40′6″ зх. д. / 28.42944° пн. ш. 82.66833° зх. д. (28.429331, -82.668273).  За даними Бюро перепису населення США в 2010 році переписна місцевість мала площу 2,28 км², з яких 2,13 км² — суходіл та 0,15 км² — водойми. В 2017 році площа становила 2,64 км², з яких 2,13 км² — суходіл та 0,52 км² — водойми.

## Демографія
Згідно з переписом 2010 року, у переписній місцевості мешкало 308 осіб у 149 домогосподарствах у складі 80 родин. Густота населення становила 135 осіб/км².  Було 234 помешкання (103/км²).
Расовий склад населення:
| - 90,6 % — білих - 1,0 % — азіатів - 0,3 % — корінних американців - 0,3 % — чорних або афроамериканців - 1,9 % — осіб інших рас |

До двох чи більше рас належало 5,8 %. Частка іспаномовних становила 5,2 % від усіх жителів.
За віковим діапазоном населення розподілялося таким чином: 16,6 % — особи молодші 18 років, 65,5 % — особи у віці 18—64 років, 17,9 % — особи у віці 65 років та старші. Медіана віку мешканця становила 45,7 року. На 100 осіб жіночої статі у переписній місцевості припадало 93,7 чоловіків;  на 100 жінок у віці від 18 років та старших — 89,0 чоловіків також старших 18 років.
Середній дохід на одне домашнє господарство  становив 27 461 долар США (медіана — 21 146), а середній дохід на одну сім'ю — 35 566 доларів (медіана — 28 393). За межею бідності перебувало 22,9 % осіб, у тому числі 0,0 % дітей у віці до 18 років та 0,0 % осіб у віці 65 років та старших.
Цивільне працевлаштоване населення становило 24 особи. Основні галузі зайнятості: сільське господарство, лісництво, риболовля — 50,0 %, роздрібна торгівля — 29,2 %, освіта, охорона здоров'я та соціальна допомога — 20,8 %.